# Nagia homotima
Nagia homotima är en fjärilsart som beskrevs av Willie Horace Thomas Tams 1935. Nagia homotima ingår i släktet Nagia och familjen nattflyn. Inga underarter finns listade i Catalogue of Life.